# Melvin Kranzberg
Melvin Kranzberg (St. Louis, 22 novembre 1917 – 6 dicembre 1995) è stato uno storico statunitense.

## Biografia
Nato in St. Louis, Missouri, Kranzberg conseguì la laurea all'Amherst College, ebbe il master e un PhD dall'Harvard University e servì nell'esercito durante la seconda guerra mondiale. Ottenne la Bronze Star Medal per aver interrogato un prigioniero tedesco e aver scoperto la posizione delle armi naziste. Fu uno dei due interrogatori, sui nove presenti nell'esercito di Patton, a non essere ucciso durante il conflitto.
È stato professore di storia presso Case Western Reserve University dal 1952 fino al 1971 e professore di storia delle tecnologie al Georgia Tech dal 1972 al 1988. Nel 1967 Kranzberg ricevette la Medaglia di Leonardo da Vinci dalla Society for the History of Technology. Kranzberg è conosciuto per le sue leggi sulla tecnologia, la prima delle quali dice "La tecnologia non è né buona né cattiva; non è neanche neutrale".
È stato uno dei fondatori della Society for the History of Technology negli Stati Uniti e per lungo tempo direttore della rivista Technology and Culture; Kranzberg è stato inoltre presidente della società dal 1983 al 1984 e ha curato il diario della società dal 1959 al 1981, quando lo consegnò a Robert C. Post della Smithsonian Institution. La società assegna una borsa annuale di 4000 dollari, intitolata a Kranzberg, a studenti di dottorato impegnati nella preparazione di tesi di laurea sulla storia della tecnologia. Il premio è disponibile per gli studenti di tutto il mondo.
Howard P. Segal scrisse una semi-biografia informativa in onore di Kranzberg intitolata the Virginia Quarterly Review. Ci sono due articoli di biografia di Robert C. Post in Technology and Culture. Kranzberg aiutò la ricerca di International Committee for the History of Technology.

## Le leggi di Kranzberg
Le sei leggi sulla tecnologia di Melvin Kranzberg.
1. La tecnologia non è né buona né cattiva; non è neanche neutrale.
2. Le invenzioni sono le madri delle necessità.
3. La tecnologia arriva in blocchi, grandi e piccoli.
4. Sebbene la tecnologia possa essere un elemento fondamentale in molte questioni pubbliche, i fattori non tecnici hanno la precedenza nelle decisioni tecnico-politica.
5. Tutte le storie sono rilevanti, ma la storia sulla tecnologia è la più rilevante.
6. La tecnologia è una vera attività umana - così come la storia della tecnologia.[4]